# Suzuki GN 400
Die Suzuki GN 400 ist ein Straßensoftchopper der japanischen Firma Suzuki mit einem fahrtwindgekühlten SOHC-Viertakt-Einzylindermotor mit zwei Ventilen.

## Technik, Motor, Getriebe und Fahrwerk
Gebaut wurde die GN 400  in den Jahren 1980 bis 1982. Der Motor mit einer Bohrung von 88 mm und einem Hub von 65,2 mm hat einen Hubraum von 396 cm³. Die Versorgung mit Benzin-Luftgemisch übernimmt ein Mikuni-Vergaser mit einem Durchlass von 36 mm. Er erreicht die Nennleistung von 20 kW (27 PS) bei 7.500 min−1. Das maximale Drehmoment von 29,2 Nm liegt bei 6.000/min an. Die Höchstgeschwindigkeit liegt bei ca. 130–138 km/h. Das Getriebe hat fünf Gänge. Das Cockpit hat neben Tachometer, Drehzahlmesser und Kontroll-Leuchten auch eine Ganganzeige. Der Motor stammt ursprünglich aus der Enduro Suzuki DR 400/SP 400.
Das Vorderrad wird von einer Teleskopgabel mit 35 mm Standrohrdurchmesser gefedert. Der Federweg beträgt 160 mm. Vorne ist ein 18-Zoll-Rad mit Scheibenbremse (Durchmesser 290 mm), hinten ein 16-Zoll-Rad mit Trommelbremse (Durchmesser 180 mm) verbaut. Die Federung des Hinterrades erfolgt durch eine Schwinge mit zwei Federbeinen, der Federweg beträgt 85 mm. Durch eine Rollenkette wird die Kraft zum Hinterrad übertragen. Das Übersetzungsverhältnis Ritzel zu Kettenrad ist 16/37 Zähne.

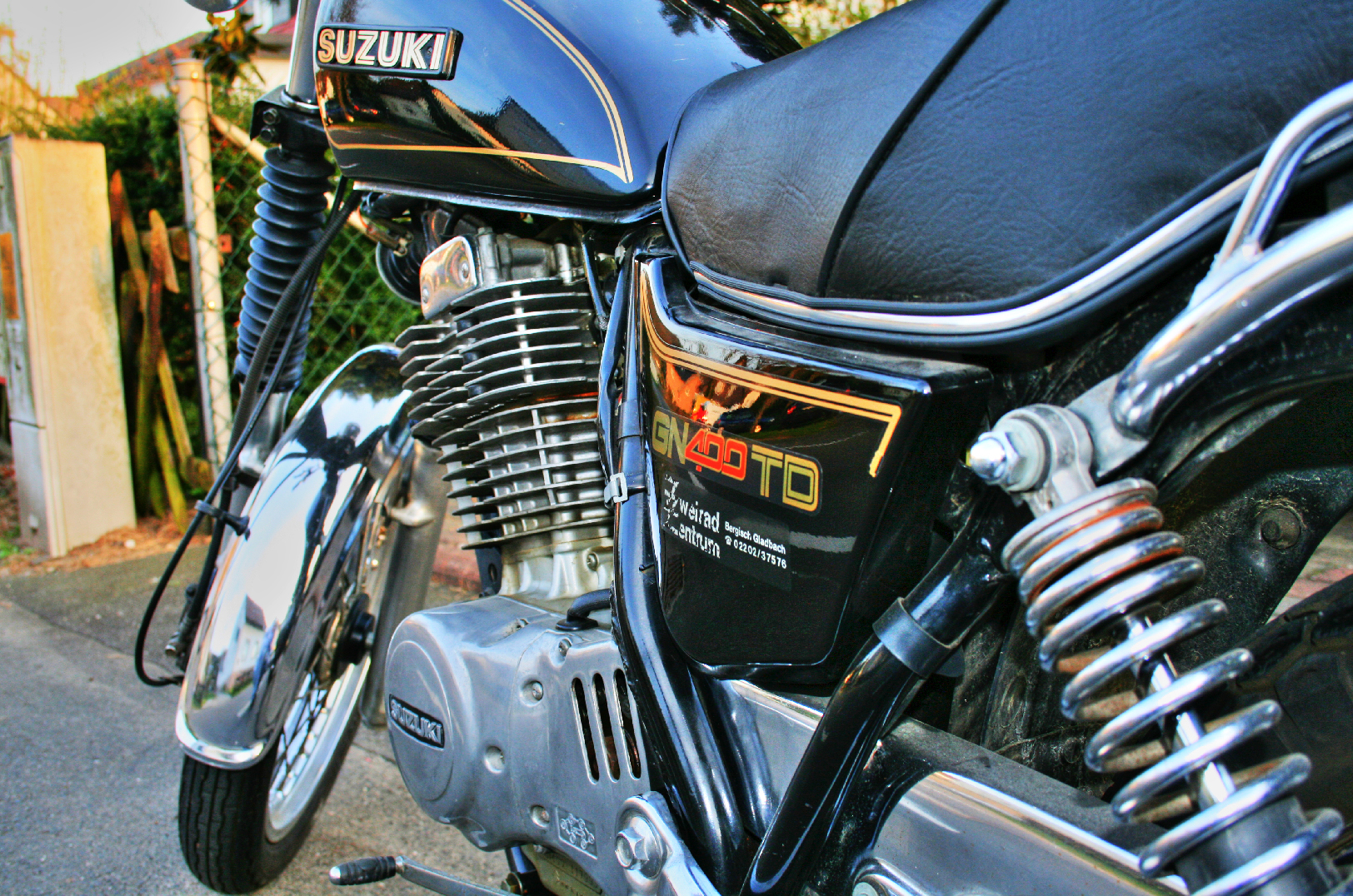
Suzuki GN 400 TD

Um das Starten des Motors mit dem Kickstarter zu erleichtern, ist ein Dekompressionshebel am Lenker angebracht, mit dessen Hilfe man den Kolben komfortabel in die Startstellung bringen kann. Da die GN 400 recht zuverlässig anspringt, ist der Kraftaufwand nicht allzu groß. Durch den Einzylindermotor gibt es starke Vibrationen, die Sitzhöhe ist relativ niedrig. Aufgrund ihres Leergewichts von nur etwa 140 kg ist die GN 400 sehr wendig und als Anfängermotorrad gut geeignet. 1982 lag der Anschaffungspreis bei 2.999 DM. Aus dem Straßenbild und den Gebraucht-Börsen ist die GN 400 Stand 2021 weitgehend verschwunden.

## Elektrische Ausstattung

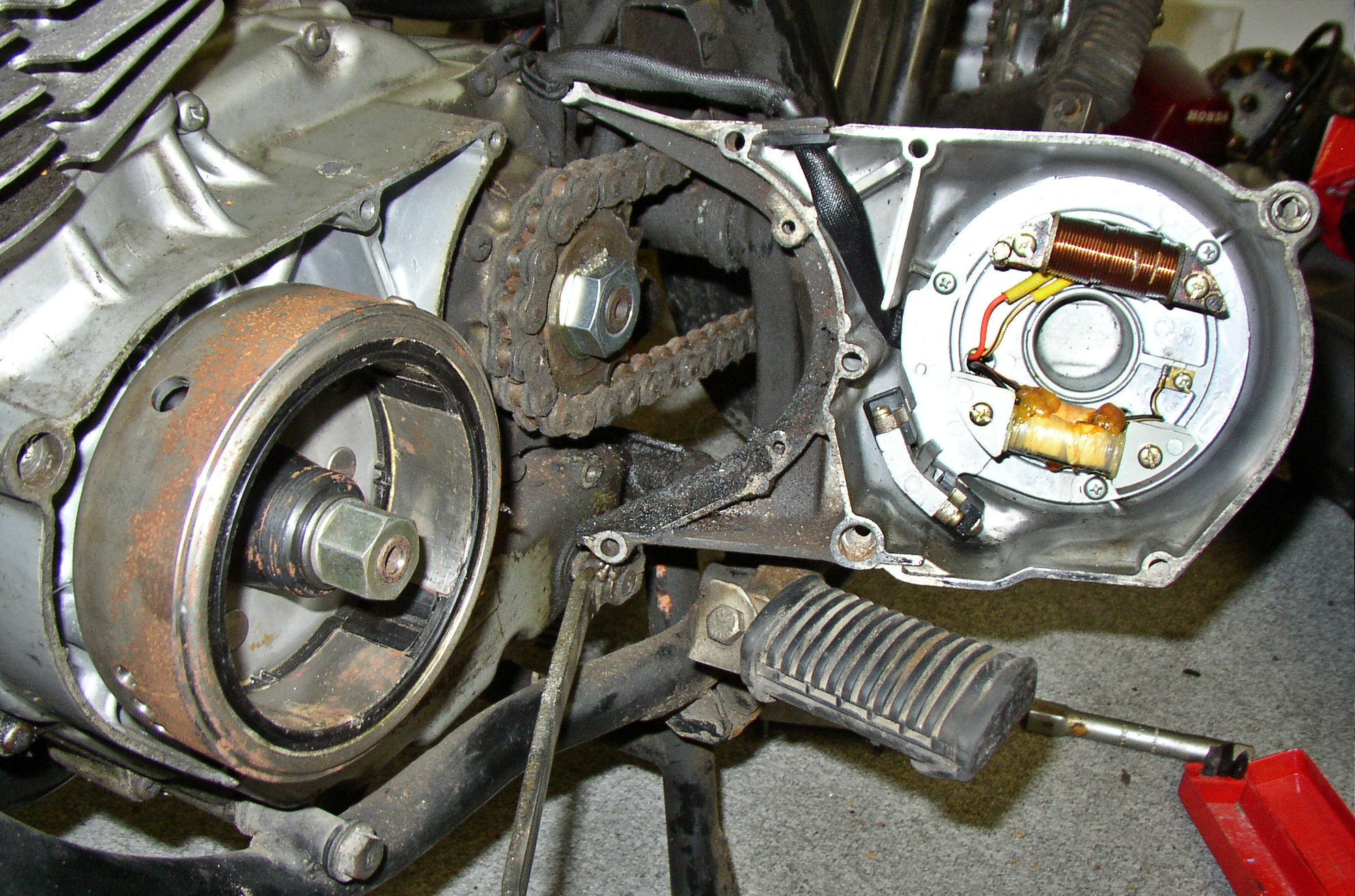
Lichtmaschine der GN 400 (offen)

Die elektrische Ausstattung ist auf das Nötigste beschränkt. Durch die recht schwach ausgelegte Lichtmaschine und dem 6-Volt-Bordnetz war ein Elektrostarter nicht vorgesehen. Folglich ist die Beleuchtung schwach und störanfällig. Bei der Konstruktion wurde auch der Spannungsstabilisator eingespart, sodass höhere Spannungen von der Batterie (6 V, 4 AH) aufgenommen werden müssen. Die elektrische Zündung, die vom restlichen Stromkreis komplett getrennt ist, hat sich dagegen als robust und wartungsfrei erwiesen.

## Technische Daten
- Bohrung: 88 mm
- Kolbenhub: 65,2 mm
- Verdichtungsverhältnis: 9,2:1
- Vergaser: Mikuni BS 36 SS
- Getriebe: Fünfganggetriebe, Gangstufen 2,333/1,687/1,294/1,052/0,818, mit Kickstarter
- Länge: 2.110 mm
- Breite: 840 mm
- Höhe: 1.200 mm
- Tankinhalt: 11,5 l

## Varianten

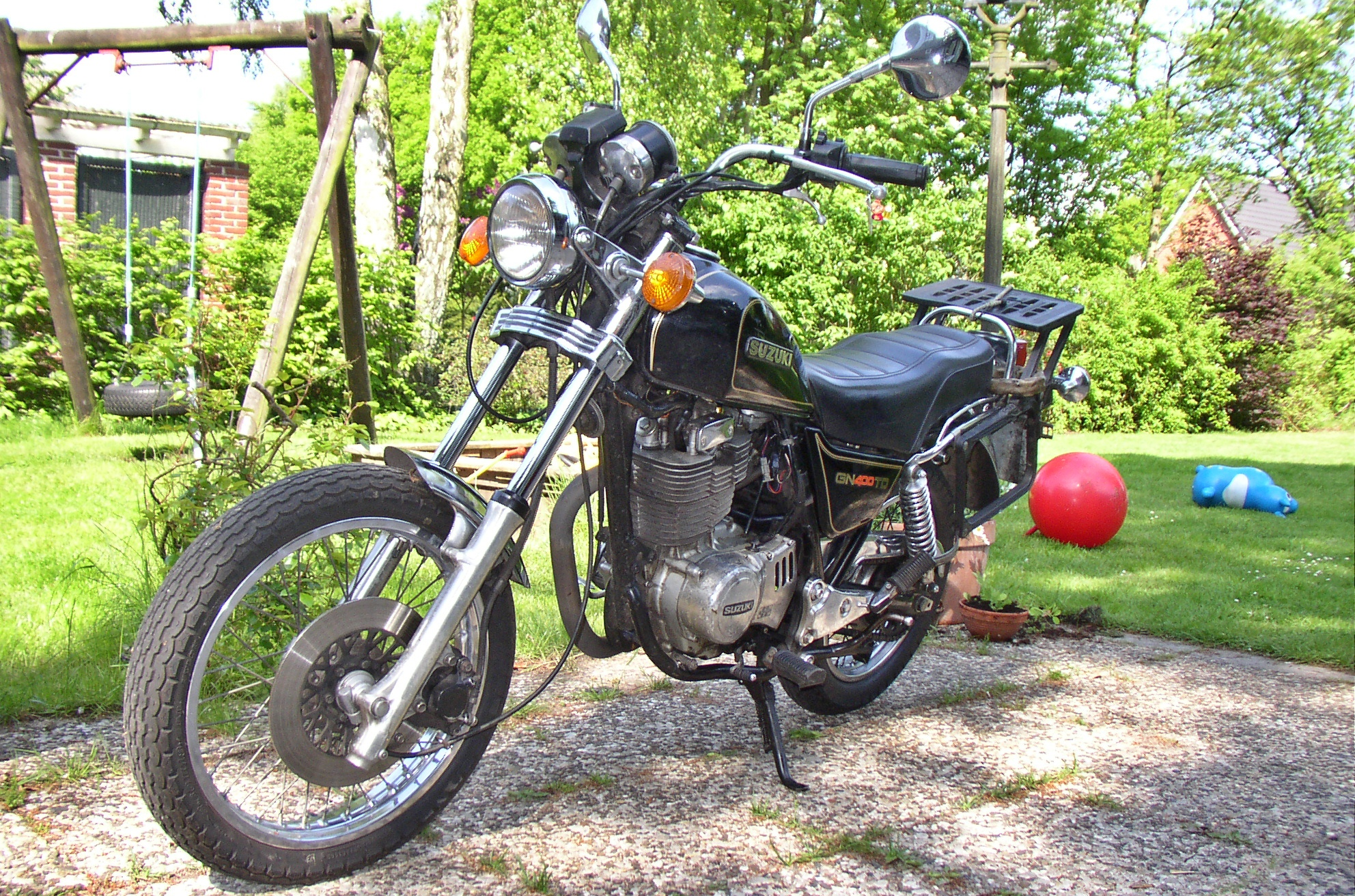
GN 400 TD von vorne

- GN 400 TD, Softchopper mit Speichenrädern
- GN 400 L, Chopper, im Gegensatz zur TD mit höherem Lenker, Stufensitzbank und Aluminiumfelgen

Angeboten wurde die GN 400 in schwarz und weinrot.